# فرن گونزالس (بازیکن فوتبال، زاده ۱۹۹۸)
فرن گونزالس (انگلیسی: Fran González؛ زادهٔ ۱۳ اوت ۱۹۹۸) بازیکن فوتبال است.